# 大時代 (1972年電影)
是一部1972年的犯罪電影，導演是特倫斯·揚，主演是查理士·布朗臣和Lino Ventura。改編自彼得·馬斯的1968年傳記書《The Valachi Papers》，講述1960年代早期的一名黑手黨舉報人約瑟夫·瓦拉奇的真實故事。本片於意大利製作，不少片段配音成英語。

## 演員
- 查理士·布朗臣 飾 約瑟夫·瓦拉奇
- Lino Ventura（英语：Lino Ventura） 飾 維多·吉諾維斯
- 吉兒·艾爾蘭（英语：Jill Ireland） 飾 Maria Reina Valachi
- Walter Chiari（英语：Walter Chiari） 飾 Dominick Petrilli
- 約瑟夫·懷斯曼（英语：Joseph Wiseman） 飾 薩爾瓦托雷·馬蘭扎諾
- Gerald S. O'Loughlin（英语：Gerald S. O'Loughlin） 飾 Ryan
- Guido Leontini（英语：Guido Leontini） 飾 Tony Bender（英语：Anthony Strollo）
- 亞美迪歐·納札里（英语：Amedeo Nazzari） 飾 葛塔諾·雷納
- Fausto Tozzi（英语：Fausto Tozzi） 飾 Albert Anastasia（英语：Albert Anastasia）
- Pupella Maggio（英语：Pupella Maggio） 飾 Letizia Reina
- 安傑羅·殷凡堤（英语：Angelo Infanti） 飾 查理·盧西安諾

## 外部連結
- 互联网电影数据库（IMDb）上《大時代》的资料（英文）
- AllMovie上《大時代》的资料（英文）